# Aparecida Joly Gouveia
Aparecida Joly Gouveia (Itatiba, 15 de julho de 1919 – Santos, 14 de outubro de 1998) foi uma importante socióloga, educadora e pesquisadora brasileira.
Referência em estudos da educação no Brasil, Aparecida tinha como focos principais de pesquisa: as opiniões de professores e pais a respeito da escola e, a formação de professores, indo além das análises estatísticas, investigando entre outras coisas a feminização da correira docente, em especial nos anos iniciais.

## Biografia
Aparecida nasceu na pequena cidade de Itatiba, em 1919. Era a mais velha dentre os seis filhos de Leopoldina Joly Gouveia e Luiz Furtado Gouveia Sobrinho. Como na época não tinha escola de ensino fundamental na cidade, Aparecida foi morar com seus tios na cidade de Casa Branca, para frequentar a Escola Normal “Dr. Francisco Tomaz de Carvalho”, que mais tarde tornaria-se o Instituto de Educação. Dois anos depois, a família toda se mudaria de Itatiba para Casa Branca.

## Carreira
Em 1937, formou-se no magistério e logo após sua formatura, começou a dar aulas como professora substituta em uma escola da zona rural de Ribeirão Preto, por apenas alguns meses. Antes do final do ano, Aparecida foi convidada para ser professora na escola normal onde se formara, lecionando língua portuguesa no ginásio até o fim de 1938.
Prestando concurso para o funcionalismo estadual, que tinha melhor remuneração, Aparecida se mudou para a capital paulista, onde trabalhou por dois anos. Depois foi nomeada oficial administrativa do Ministério da Agricultura após aprovação em concurso para o funcionalismo federal e precisou se mudar para o Rio de Janeiro, onde trabalhou até 1946. Neste mesmo ano, Aparecida retornou a São Paulo, onde ingressou no bacharelado em Ciências Políticas e Sociais da Escola de Sociologia e Política de São Paulo, de onde se graduou em 1950.
Em 1952, Aparecida começou a trabalhar como assistente de pesquisa do professor Donald Pierson em estudos de comunidades, sob administração da Comissão do Vale do São Francisco. Em 1956 foi professora do curso intensivo de teoria e pesquisa em sociologia na Escola de Sociologia e Política de São Paulo. No ano seguinte, foi assistente do professor Oracy Nogueira nos estudos de comunidades realizados em Leopoldina, em Minas Gerais, dentro da Campanha de Erradicação do Analfabetismo daquele ano.
Entre 1955 e 1962, trabalhou no Centro Brasileiro de Pesquisas Educacionais (CBPE), criado por Anísio Teixeira, dentro da estrutura do Instituto Nacional de Estudos e Pesquisas Educacionais Anísio Teixeira (Inep). O instituto possuía cinco centros regionais, localizados em São Paulo, Porto Alegre, Belo Horizonte, Salvador e Recife, contando com antropólogos, sociólogos, psicólogos, economistas, cientistas políticos e educadores para elaborar políticas e planos educacionais. De acordo com Aparecida:
| “ | o CBPE foi, durante alguns anos, um núcleo bastante ativo de elaboração e execução de projetos que frequentemente ultrapassavam situações internas aos ambientes escolares, que, supostamente poderiam ser esclarecidas a partir de teorias encontradas em disciplinas com as quais os pedagogos estavam pouco familiarizados. | ” |

Nesse mesmo período (1955-1962), Aparecida desenvolveu e defendeu seu doutorado no Departamento de Sociologia, da Universidade de Chicago, que defendeu em 1962. Sua tese foi, posteriormente, publicada pelo Inep com o título Professoras de amanhã – um estudo de escolha ocupacional. De volta ao CBPE, não encontrou mais a estrutura que tinha conhecido e assim aceitou o convite para ser professora assistente no Centro Regional de Pesquisas Educacionais Antonio de Queiroz Filho, em São Paulo.

## Universidade de São Paulo
A partir de 1966, Aparecida começa a carreira de docente no Departamento de Ciências Sociais da Faculdade de Filosofia Ciências e Letras da USP, onde se torna livre-docente em 1968 e professora titular em 1983, quando a instituição já se chamava Faculdade de Filosofia, Letras e Ciências Humanas. Ficou na instituição até se aposentar, em 1989.
Foi docente nas disciplinas de sociologia da educação e de metodologia da pesquisa nas ciências sociais, tanto em cursos de graduação, como nos de pós-graduação. Orientou 18 dissertações de mestrado e 8 teses de doutorado. Foi orientadora da socióloga Dulce Whitaker. Participou de diversas bancas e comitês avaliadores. Foi assessora ou consultora, de vários órgãos do MEC, como o Instituto Nacional de Estudos e Pesquisas Educacionais Anísio Teixeira (INEP), o Centro Brasileiro de Pesquisas Educacionais (CBPE), o Conselho Nacional de Desenvolvimento Científico e Tecnológico (CNPq), a Coordenação de Aperfeiçoamento de Pessoal de Nível Superior (CAPES)
e a Fundação Ford, no programa de apoio a projetos educacionais.
No estado de São Paulo, atuou na Secretaria de Educação do Estado de São Paulo (SEE), no Centro de Estudos Rurais e Urbanos (CERU) e na Fundação de Amparo à Pesquisa do Estado de São Paulo (FAPESP). Foi coordenadora do Grupo de Trabalho “Educação e Sociedade” (1983-86), na Associação Nacional de Pós-Graduação e Pesquisa em Ciências Sociais (ANPOCS). Pela Fundação Carlos Chagas, assessorou várias pesquisas e teve fundamental participação em sua publicação principal, os Cadernos de Pesquisa, de onde foi membro de seu conselho editorial, sendo responsável pela elaboração de seu primeiro número.
Foi professora visitante em várias instituições internacionais de ensino, como a Universidade Cornell, (1971), Universidade de Wisconsin-Madison (1977), Universidade de Londres, (1979) e Universidade do Estado de Nova Iorque em Albany (1985).

## Morte
Aparecida morreu na cidade de Santos, em 14 de outubro de 1998, aos 79 anos de idade.

## Livros
- 1969: Ensino Médio e Desenvolvimento (com Robert J. Havighurst)
- 1970: Professoras de amanhã – um estudo de escolha ocupacional
- 1972: O Emprego Público e o Diploma de Curso Superior
- 1981: Democratização do Ensino e Oportunidades de Emprego